# 큰날여우박쥐
큰날여우박쥐 또는 비스마르크날여우박쥐(Pteropus neohibernicus)는 큰박쥐과에 속하는 박쥐의 일종이다. 뉴기니와 비스마르크 군도의 저지대 지역 전역에 걸쳐 발견된다. 몸무게는 최대 1.45kg이고 전세계에서 가장 큰 박쥐에 속한다. 군집 생활을 하는 박쥐로 수백 또는 수천 마리씩 집단을 형성하여 둥지에서 지낸다.